# Liste der Kulturdenkmale in Melsdorf
In der Liste der Kulturdenkmale in Melsdorf sind alle Kulturdenkmale der schleswig-holsteinischen Gemeinde Melsdorf (Kreis Rendsburg-Eckernförde) und ihrer Ortsteile aufgelistet (Stand: 21. Juli 2025).

## Legende
In den Spalten befinden sich folgende Informationen:
- Objekt-ID: die Nummer des Kulturdenkmales
- Lage: die Adresse des Kulturdenkmales und die geographischen Koordinaten. Kartenansicht, um Koordinaten zu setzen. In der Kartenansicht sind Kulturdenkmale ohne Koordinaten mit einem roten Marker dargestellt und können in der Karte gesetzt werden. Kulturdenkmale ohne Bild sind mit einem blauen Marker gekennzeichnet, Kulturdenkmale mit Bild mit einem grünen Marker.
- Offizielle Bezeichnung: Bezeichnung des Kulturdenkmales
- Beschreibung: die Beschreibung des Kulturdenkmales
- Bild: ein Bild des Kulturdenkmales

## Ehemalige Kulturdenkmale
| Objekt-ID | Lage                                        | Offizielle Bezeichnung | Beschreibung                          | Bild |
| --------- | ------------------------------------------- | ---------------------- | ------------------------------------- | ---- |
|           | Dorfstraße 40 (54° 18′ 58″ N, 10° 1′ 46″ O) | ehem. Rauchkate        | ca. 2009 aus dem Denkmalbuch gelöscht | BW   |

## Quelle
- Liste der Kulturdenkmale in Schleswig-Holstein – Kreis Rendsburg-Eckernförde